# Hanf
Hanf (Cannabis) ist eine Pflanzengattung innerhalb der Familie der Hanfgewächse. Der Anbau, Vertrieb und Besitz von Cannabis als Rauschmittel ist in vielen Ländern illegal oder nur eingeschränkt zulässig.

## Beschreibung
Hanf ist eine meist einjährige krautige Pflanze. Je nach Umweltbedingungen erreicht die Pflanze sehr unterschiedliche Wuchshöhen, unter günstigen Bedingungen, auf feuchten, aber nicht staunassen Böden mit guter Nährstoffversorgung können bis zu 5 Meter Wuchshöhe erreicht werden. Aber auch Kümmerformen ungünstiger Standorte, mit Wuchshöhen um die 20 Zentimeter, können erfolgreich blühen und fruchten. Wildpflanzen erreichen gewöhnlich nicht mehr als etwa drei Meter Höhe. Zur Faserproduktion genutzter Hanf wächst im dichten Stand gerade aufrecht. Frei wachsende Pflanzen sind oberwärts mehr oder weniger reich verzweigt.
Die Blätter sind handförmig zusammengesetzt (palmat), der Rand ist gesägt. Die Anzahl der Blättchen an einem Blatt schwankt: Die ersten Blattpaare haben gewöhnlich nur ein Blättchen, nachfolgende können bis zu 13 haben (gewöhnlich sieben bis neun, je nach Genetik und Umweltbedingungen). Zur endständigen Blüte hin nimmt die Blättchenzahl wieder bis auf ein Einzelblättchen ab. Die Blätter sind im unteren Bereich vorwiegend gegenständig, weiter oben wechselständig.

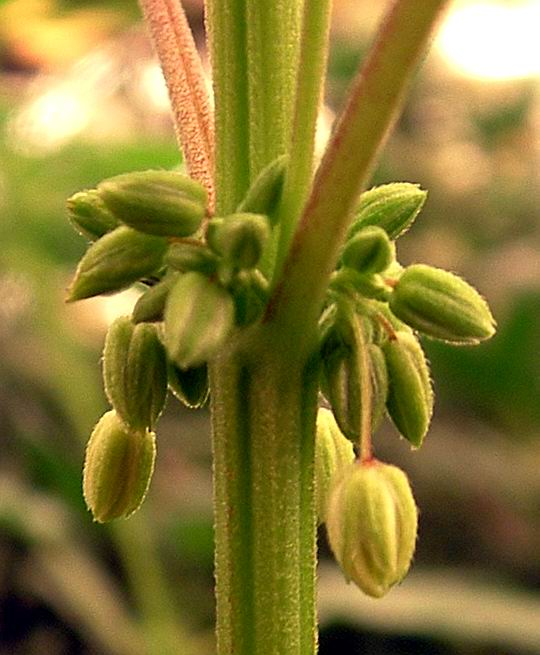
Männliche Hanfblüten mit unreifen Knospen

Alle Hanfarten sind windbestäubt und zweihäusig getrenntgeschlechtig (diözisch). Das bedeutet, dass eine Hanfpflanze entweder männliche oder weibliche Blüten ausbildet. Männliche und weibliche Blütenstände sind sehr verschieden gestaltet. Männliche Blüten sitzen in aufrechten, endständigen (terminalen) und blattachselständigen, reich verzweigten rispenartigen Trugdolden, die etwa 25 Zentimeter Länge erreichen können. Die gelbgrünen Einzelblüten sind hängend an 2 bis 4 Millimeter langen Stielen, die fünf Kelchblätter werden bis zu 4 Millimeter lang, Kronblätter fehlen völlig.

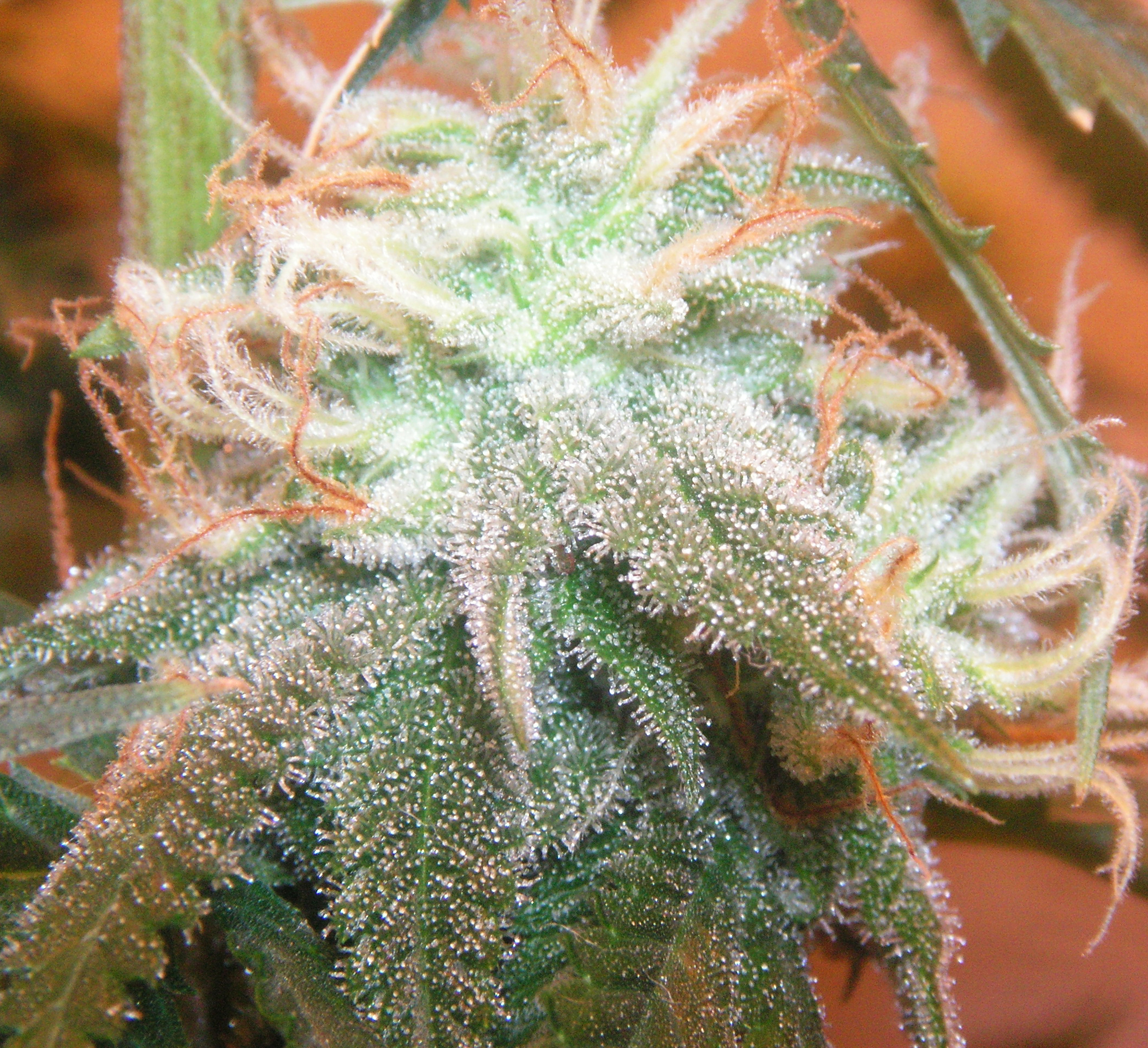
Weibliche Hanfblüten mit zahlreichen Trichomen

Die weiblichen Blüten sitzen knäuelig, oft zu zweien, gehäuft in den Blattachseln von großen, laubblattartigen Tragblättern. Sie sind von Hochblättern umgeben, die etwa 2 bis 8 Millimeter Länge erreichen; diese sind dicht besetzt von weißlichen Trichomen (gestielten Drüsen). Die Blüten sind unauffällig, grünlich und ungestielt. Der kugelige Fruchtknoten ist in den anliegenden Kelch und die umgebenden Hochblätter eingeschlossen. Die zwei Griffel der Narbe sind orangerot bis rot gefärbt. Die Früchte sind Achänen.
In seltenen Fällen treten auch monözische Pflanzenexemplare auf, die beide Blüten tragen.  Dabei kommen die unterschiedlichen Blütentypen manchmal in separaten Blütenständen, manchmal in einem einzigen Blütenstand vor.
In der Natur ist Hanf diploid, die Chromosomenzahl beträgt 2n = 20, in Kultur wurden auch polyploide Pflanzenlinien gezüchtet. Das Genom des Hanfes wurde am 18. August 2011 zum ersten Mal komplett sequenziert und beträgt 131 Milliarden Basen. Nach Sortierung wird es auf etwa 400 Millionen Basenpaare geschätzt.

## Etymologie
Die beiden Wörter „Hanf“ (von althochd. hanef) und „Cannabis“ (von altgr. kánnabis (κάνναβις)) sind vermutlich verwandt. Als Ursprung dieses Wanderwortes wurde das Thrakische und das Skythische vorgeschlagen.

## Inhaltsstoffe
Cannabinoide, Terpenoide und andere flüchtige Substanzen werden von Trichomen abgegeben. Diese Pflanzenbestandteile treten fast ausschließlich auf den Kelchblättern und Tragblättern weiblicher Hanfpflanzen auf.

## Verbreitung
Ursprünglich war Hanf vermutlich in Zentralasien beheimatet. Da er durch menschliches Zutun seit Tausenden von Jahren immer weiter verbreitet wurde, lässt sich das natürliche Verbreitungsgebiet jedoch nicht mehr sicher eingrenzen. Heute ist Hanf fast weltweit in den gemäßigten bis tropischen Zonen zu finden, sowohl kultiviert als auch verwildert.

## Systematik

### Äußere Systematik
Die Gattung Cannabis trennte sich wahrscheinlich vor ca. 27,8 Mio. Jahren während des mittleren Oligozäns von seinem engsten Verwandten, der Gattung Hopfen (Humulus); die Pollen beider Gattungen sind schwer zu unterscheiden. Die ältesten Pollen, die Cannabis zugeschrieben wurden, sind 19,6 Mio. Jahre alt (frühes Miozän); der Fundort befindet sich in Ningxia, an der Grenze von Tibet- und Lössplateau. Im späten Pleistozän war die Gattung weit in Asien verbreitet. Die ältesten Funde in Südasien datieren 32.000 Jahre zurück.

### Innere Systematik
Die Gattung Cannabis (mit Betonung auf der ersten Silbe; über lateinisch cannabis von griechisch kánnabis, ‚Hanf‘) wurde ursprünglich anhand von Cannabis sativa (Gewöhnlicher Hanf, früher auch „indischer Hanf“ genannt) als monotypische Gattung von Carl von Linné 1753 aufgestellt. Lamarck teilte dann 1785 die indische Sippe anhand morphologischer Merkmale und der berauschenden Fähigkeit als Cannabis indica (Indischer Hanf) ab und der russische Botaniker Dmitrij E. Janischewsky beschrieb als Erster 1926 Cannabis ruderalis (Ruderal-Hanf). Im 20. Jahrhundert war die Systematik innerhalb der Gattung Cannabis umstritten, neben dem Modell dreier verschiedener Arten gab es auch die Beschreibung als eine einzige Art C. sativa mit zahlreichen Unterarten. Einige Botaniker haben eine Aufteilung in mehr als drei Arten vorgeschlagen.
2003 verfasste der Amerikaner Karl W. Hillig eine ausführliche genetische Untersuchung anhand von 157 Populationen weltweit, die den Artrang von Cannabis sativa und Cannabis indica bestätigte. Die Eigenständigkeit von Cannabis ruderalis konnte jedoch nicht sicher nachgewiesen werden, eine spätere Arbeit zur Chemotaxonomie der Gattung bestätigte diese Ergebnisse und verengte den Umfang der Gattung auf zwei Arten:
- Hanf (Cannabis sativa L.)
  - Kultur-Hanf (Cannabis sativa var. sativa)
  - Wild-Hanf (Cannabis sativa var. spontanea Vav.)
- Indischer Hanf (Cannabis indica Lam.)

Kompliziert werden die Verhältnisse dadurch, dass, zurückgehend auf eine Arbeit von Loran C. Anderson 1980, sich bei Züchtern von Marihuana ein Sprachgebrauch einbürgerte, nach dem Pflanzen mit breiten Blättchen, eher gestauchter Wuchsform und früher Reife „indica“ benannt wurden, schmalblättrige, langgestreckte und spät reifende Formen „sativa“. Beide unterscheiden sich auch chemotaxonomisch im Cannabinoid-Profil. Diese Verwendung von „sativa“ und „indica“ hat keinen Bezug zur Taxonomie, im Gegenteil gehören die von Lamarck beschriebenen Cannabis indica zu „sativa“.
Bei einer genetischen Untersuchung der mitochondrialen und Chloroplasten-DNA von 76 Populationen (Cultivaren, Landrassen und wild wachsenden) fanden australische Forscher sechs verschiedene Haplotypen, die sie in drei Kladen gliedern konnten; diese stimmen nicht mit den morphologisch abgegrenzten Sippen überein. Ihre Studie fand aber vor allem deshalb Aufmerksamkeit, weil sie in einer populären Veröffentlichung eine der drei von ihnen gefundenen Gruppen („races“) „rasta“ benannten (allerdings nicht in ihrer wissenschaftlichen Publikation, dort nur „group c“).
Bei einer umfassenden Untersuchung unter Berücksichtigung von Pflanzenmaterial aus dem Ursprungsgebiet der domestizierten Sippen schlugen John M. McPartland und Ernest Small im Jahr 2020 eine neue Gliederung vor. Ihren Untersuchungen zufolge sind die genetischen Unterschiede innerhalb der Gattung Cannabis für die Unterscheidung mehrerer Arten zu gering, sie schlagen daher vor, die unterscheidbaren Hauptformen als Unterarten zu fassen. Dabei gehören alle wegen ihres THC-Gehalts angebaute Formen zur Subspezies indica (einschließlich der von Züchtern als „sativa“ bezeichneten schmalblättrigen Formen). Cannabis sativa subsp. sativa umfasst nur zur Fasergewinnung angebaute Formen, deren Wildform der Ruderal-Hanf (C. sativa var. spontanea Vav., syn. Cannabis sativa var. ruderalis Janischevsky) ist. Alle zur Drogengewinnung angebauten Sippen gehen auf Wildformen zurück, die südlich des Himalaya zuhause waren. Sie unterscheiden innerhalb der subsp. indica zwei Formen, die in etwa den „sativa“ und „indica“ der Züchter entsprechen, die jeweils ebenfalls als Kultur- und als Wildpflanze vorkommen. Danach unterscheiden sie vier Varietäten:
- Cannabis indica subsp. indica var. indica. Große, wenig verzweigte Pflanzen mit schmalen Blättchen, Verhältnis THC zu CBD größer 7, spät reifend („sativa“). Die von Lamarck 1785 als indica beschriebene Sippe.
- Cannabis indica subsp. indica var. himalayensis (Cazzuola) McPartl. & E.Small. die dazugehörenden Wildpflanzen (oder urtümlichen Landrassen) aus dem Bergland von Indien, Nepal und Bhutan im Westen des Himalaya.
- Cannabis indica subsp. indica var. afghanica (Vavilov) McPartl. & E.Small. Kleine Pflanzen (meist weniger als 1 m, immer weniger als 2 m hoch) mit breiten Blättchen, THC zu CBD-Gehalt kleiner 7 (normalerweise größer 2) („indica“).
- Cannabis indica subsp. indica var. asperrima (Regel) McPartl. & E.Small. Deren Wildform. THC zu CBD oft kleiner 2. Wild oder subspontan im südlichen Zentralasien, im nordwestlichen Pakistan, Afghanistan, Tadschikistan, Usbekistan, Kirgisistan, Kasachstan und China (Xinjiang), nördlich anschließend an die Verbreitung von himalayensis.

Die urtümlichen Landrassen (und mögliche überlebende Wildpflanzen) sind heute durch introgressive Hybridisierung vom Aussterben bedroht, da durch den weltweiten Handel und Zucht- und Anbauversuche immer mehr Pflanzen anderer Herkunft in die alten Ausbreitungszentren eingeführt werden, wodurch die natürliche Diversität immer mehr verarmt. Die etwa 20.000 gezüchteten Cannabis-Sorten sind größtenteils heute Hybride zwischen den Varietäten.

## Geschichte
Genomanalysen und Resequenzierungen lassen darauf schließen, dass Cannabis sativa bereits im frühen Neolithikum in Ostasien kultiviert wurde. Die umfassende genomische Untersuchung von 110 Pflanzenproben verschiedenen Ursprungs weltweit zeigte, dass alle derzeit bekannten Hanf- und Cannabinoid-Kultivare von einem Ur-Genpool abstammen, der mit heutigen Cannabis-Wildpflanzen/-varietäten in China assoziiert ist. Genomisch datiert existierten vor ca. 12.000 Jahren frühe domestizierte Vorfahren von Nutzhanf- und Cannabinoid-Typen, die von „Basal“-Cannabis abstammen.

### Frühgeschichte und Antike
Hanf (Cannabis sativa L.) wurde in China schon seit Langem genutzt. Má (麻), wie die Chinesen den Hanf nannten, lieferte ihnen nicht nur wohlschmeckende und nahrhafte Samen, auch die Stängel mit ihren besonders langen und nahezu unverwüstlichen Fasern wusste man schon früh zu schätzen. Bereits im Shénnóng Běncǎojīng, einem frühestens 2800 v. Chr., aber eher zwischen 300 v. Chr. und 200 n. Chr. verfassten chinesischen medizinischen Text, beschreibt der Autor, wie Hanf als Heilmittel gegen Malaria, Rheuma und viele andere Unpässlichkeiten eingesetzt werden kann.
In einem 2700 Jahre alten Grab der in China bestehenden Gushi-Kultur wurde ein ausschließlich mit stark psychoaktiven Cannabisblüten gefüllter Behälter als Teil der Grabbeigabe entdeckt.
Über Indien und die antiken Hochkulturen im heutigen Irak trat der Hanf seinen Weg um die Welt an. In Europa sind die ältesten Funde ca. 5500 Jahre alt und stammen aus dem Raum Eisenberg (Thüringen, Deutschland). Ursprünglich stammt Cannabis wahrscheinlich aus Kasachstan. Aus der Gegend des heutigen Litauen stammen Funde von Hanfsamen ca. 2500 v. Chr. und eines Hanffadens ca. 2300 v. Chr. Die alten Griechen und ihre ägyptischen Nachbarn kleideten sich oft mit Hanf; Kleidung aus Hanfgewebe wird von Herodot (450 v. Chr.) erwähnt. Hanf, Nessel und Flachs waren lange Zeit die wichtigsten Faserpflanzen Europas. Plinius der Ältere schreibt, dass Hanf Schmerzen lindere, und Pedanios Dioscurides berichtet von der Wirksamkeit des Saftes der Hanfsamen gegen Ohrenschmerzen. Vom Mittelalter bis in die Neuzeit wurden aus Hanf Mittel zur Linderung von Wehenkrämpfen und nachgeburtlichen Schmerzsymptomen gewonnen.

### Mittelalter und Neuzeit

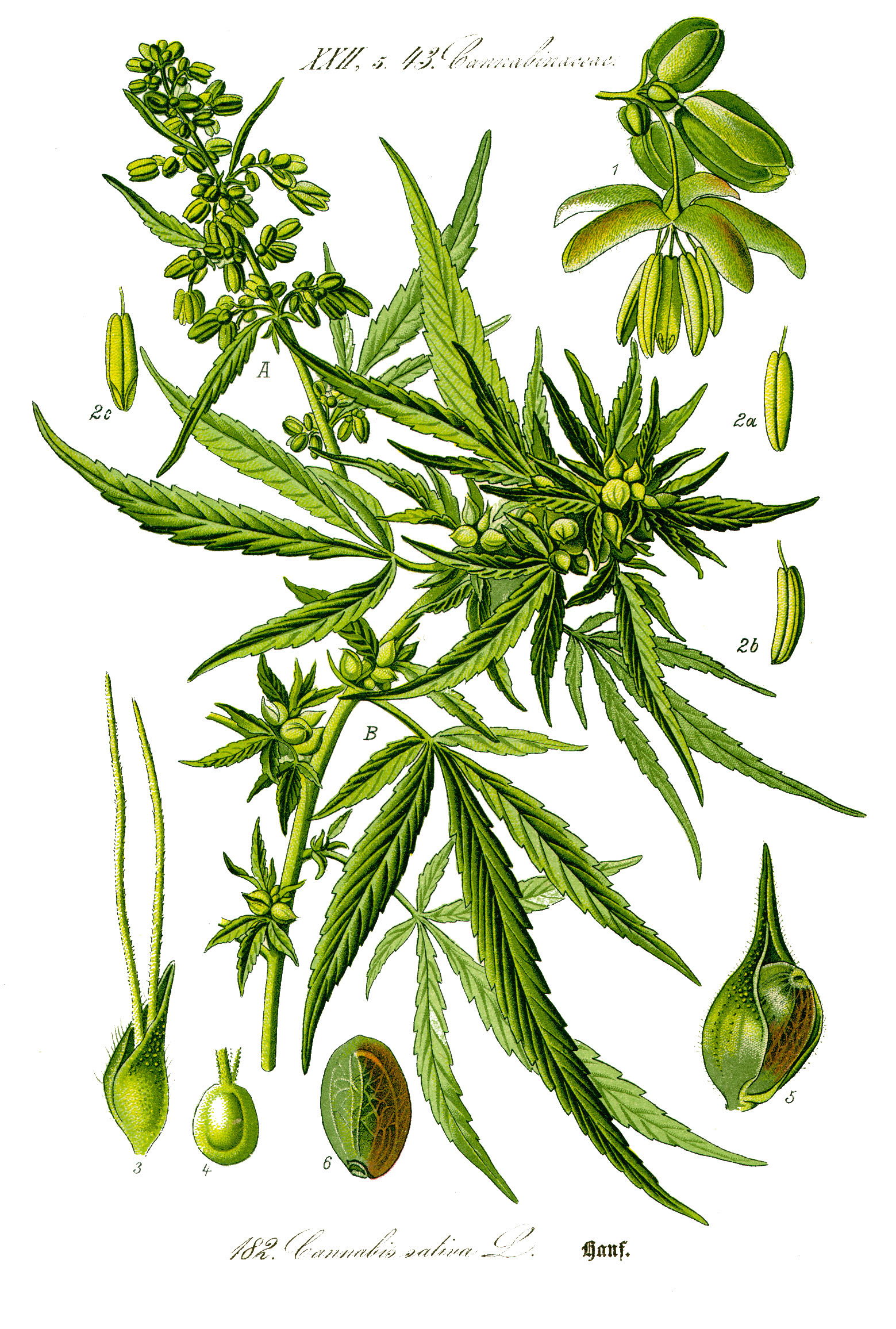
Illustration aus dem Jahr 1885

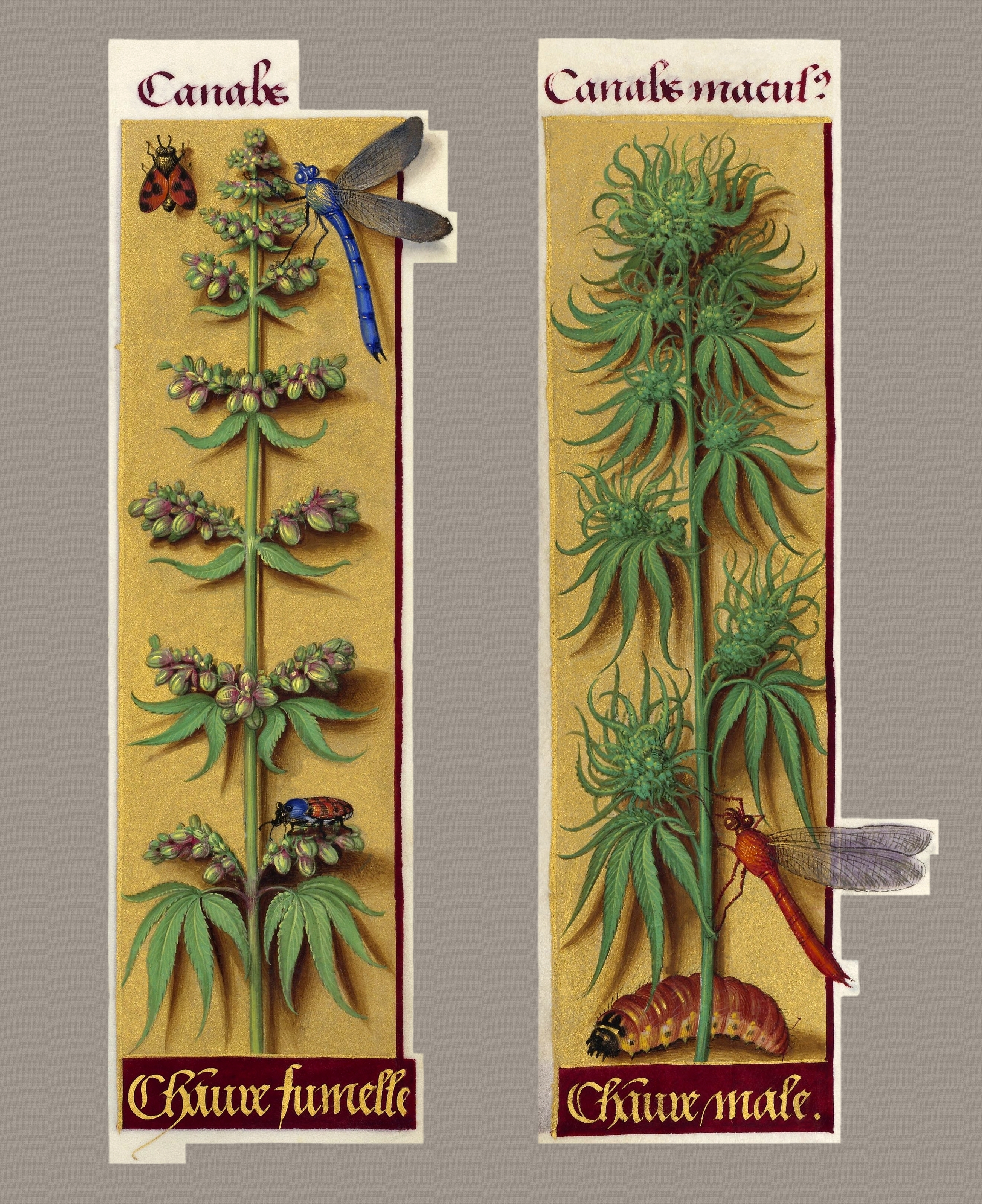
Cannabis sativa im Stundenbuch der Anne von Bretagne

Hanf blieb auch nach der Antike in Europa eine wichtige Nutzpflanze. Kaiser Karl der Große erwähnte 812 im Kapitel LXII seiner Landgüterverordnung Capitulare de villis vel curtis imperii den Hanf (canava), wenngleich er ihn auch nicht in die Liste der als verpflichtend anzubauenden Pflanzen aufnahm.
Viele mittelalterliche Waffen wie etwa der Langbogen, dessen Sehnen aus Hanf bestanden, wären ohne die robuste und widerstandsfähige Hanffaser, die enorme Zugkräfte aushält, nicht anzufertigen gewesen.
Über Spanien fand im 13. Jahrhundert eine weitere Anwendung der Hanffaser ihren Weg nach Europa – die Papierherstellung. Da die Papierherstellung aus Holz damals noch nicht beherrscht wurde, war Hanf neben Lumpen, die selbst oft aus Hanf bestanden, der wichtigste Rohstoff für die Papierproduktion. So entstand in Nürnberg 1290 eine erste Papiermühle auf deutschem Boden, und Gutenberg druckte 1455 seine berühmte Gutenberg-Bibel auf Hanfpapier. Die vielfach kolportierte Aussage, die amerikanische Unabhängigkeitserklärung von 1776 sowie deren Entwürfe seien auf Hanfpapier gedruckt, wurde anhand der Originaldokumente vom US-amerikanischen National Constitution Center und Politifact als Mythos bezeichnet.
Abraham Gotthelf Kästner empfahl in dem von ihm übersetzten Buch Abhandlungen aus der Naturlehre von 1744 den gemeinsamen Anbau von Hanf und Kümmel und schilderte hierzu die genaue Vorgehensweise.
Hanfseile und Segeltuch aus Hanf waren in der Schifffahrt wichtig, da die Faser sehr widerstandsfähig gegenüber Salzwasser ist und weniger Wasser aufnimmt als beispielsweise Baumwolle – Baumwollsegel würden bei Regen derartig schwer, dass die Masten brechen könnten. Auch Flachsleinen war ein schlechter Ersatz, da es bei Kontakt mit Wasser anders als Leinwand aus Hanf binnen weniger Monate verrottet. Venedig erreichte seine Vormachtstellung als bedeutendes Handelszentrum im Mittelalter unter anderem durch die hohe Qualität der Seilerei. In Südwestdeutschland ging der Hanfanbau mit dem Aufkommen des für die Bauern rentableren Tabakanbaus sowie mit der Einfuhr von Sisalfasern zurück und kam bis zum Ersten Weltkrieg bis auf wenige Ausnahmen praktisch zum Erliegen.

### Moderne und Gegenwart

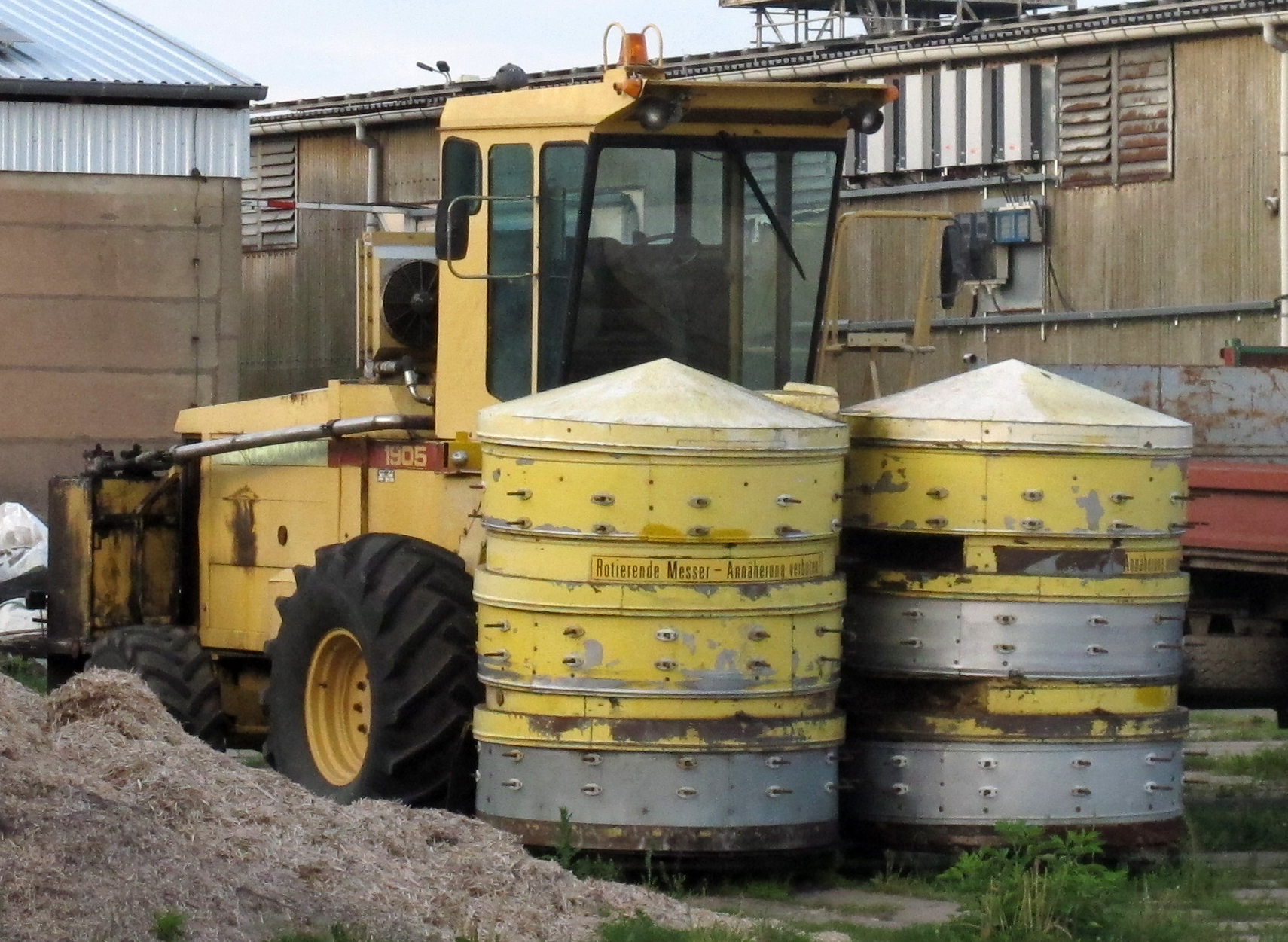
Hanferntemaschine Blücher 02 für die Fasergewinnung

In der Mitte des 20. Jahrhunderts verdrängten Kunstfasern besonders des Herstellers DuPont den Hanf auch aus der Bekleidungsherstellung, unterstützt von der Anti-Cannabis-Kampagne von Harry J. Anslinger. Ausnahmen bildeten hier die „Hemp-for-Victory“-Kampagne des US-Militärs, das dringend den Rohstoff Hanf für die Rüstung brauchte, sowie die Landwirtschaftspolitik im nationalsozialistischen Deutschland, die den Anbau von Hanf als nachwachsenden Rohstoff vor Kriegsbeginn in wenigen Jahren vervierfachte.
Der landwirtschaftliche Anbau von Hanf hat seit seiner „Wiedergeburt“ Anfang der 1990er-Jahre kontinuierlich zugenommen. Trotzdem liegt die Produktion in Europa weit hinter der Nachfrage zurück.
Dank seiner Eigenschaften konnte Hanf in vielen Bereichen der Wirtschaft wieder Fuß fassen. Er eignet sich zum Hausbau ebenso wie als Basis für Farben, Lacke, Waschmittel und vieles mehr. Die Hanffaser ist der Baumwollfaser in vielerlei Hinsicht überlegen und auch für die Herstellung bestimmter Papiere geeignet.
Hanferzeugnisse zeigen eine sehr gute Widerstandsfähigkeit gegen Verschleiß, sodass die Fasern oft recycelt werden können und auch frühe, geschichtliche Druckerzeugnisse eine gute Haltbarkeit aufweisen.
In der Pflanzenzüchtung wird Hanf als Parzellenisolation von Zuchtgärten genutzt, in denen mit Windbestäubern wie Beta-Rüben gearbeitet wird.
Hanfsamen finden auch als Futtermittel Verwendung. Sie kommen vor allem in Vogelfuttermischungen und Kornfuttermischungen für Nagetiere (häufig für Meerschweinchen und Kaninchen) vor. Sie haben wie alle Sämereien einen hohen Fettgehalt und sorgen daher gerade bei Jungtieren für schnelles Wachstum.
Um den legalen Anbau und Vertrieb hat sich eine finanzielle Infrastruktur meist kleinerer Unternehmen entwickelt.

## Verwendung
Hanf zählt zu den ältesten Nutzpflanzen der Erde.
Die einzelnen Bestandteile der Pflanze (Fasern, Samen, Blätter und Blüten) werden ungenauerweise ebenfalls als Hanf bezeichnet. Aus diesen Pflanzenteilen können, je nach verwendeter Art oder Subspezies, verschiedene Produkte hergestellt werden:
- Seil (aus Fasern des Stängelbasts)
- Textilien (aus Fasern des Stängelbasts)
- Dämmstoff (aus Fasern des Stängelbasts)
- Papier (aus Fasern des Stängelbasts)
- Werg (aus Fasern des Stängelbasts)
- Speiseöl (aus den Samen)
- ätherisches Öl (aus destillierten Blättern und Blüten)
- Marihuana (aus getrockneten weiblichen Blütenständen und Tragblättern)
- Haschisch (aus Harz der weiblichen Pflanzen)

Als Kulturpflanze angebauter Hanf wird im Frühjahr ausgesät, die Samen keimen gewöhnlich nach drei bis sieben Tagen. Bei einer Wuchshöhe von etwa zehn Zentimeter werden die ersten echten Laubblätter (nach den Keimblättern) gebildet. Die Pflanze wächst bei zunehmender Tageslänge, blüht aber nur, wenn die Tageslänge abnimmt, d. h. die Dunkelperiode etwa 10 bis 12 Stunden überschreitet (also erst im Spätsommer).
Als Arznei- und Drogenpflanze können nur blühende weibliche Pflanzen verwendet werden, auch Hanfsamen und Hanföl lassen sich nur von fruchtenden weiblichen Pflanzen gewinnen.
Zur Gewinnung von Hanffasern sind dagegen sowohl weibliche wie männliche Pflanzen geeignet, denn es werden die Sprossachsen verwertet. Allerdings sind die männlichen Pflanzen früher erntereif als die weiblichen, was den gemeinsamen Anbau verkompliziert.
Da Hanf Schwermetalle aus dem Boden akkumuliert, kann es zur Phytosanierung bei Belastung mit Cadmium eingesetzt werden. Die höchsten Konzentrationen werden dabei in den Blättern erzielt. Cadmium, Nickel, Blei, Quecksilber, Cobalt, Molybdän und Arsen wird in sauren Böden am stärksten aufgenommen. Die Pflanze reagiert auf den Stress durch die Schwermetallbelastung durch vermehrte Bildung von Phytochelatinen.

### Nutzhanf

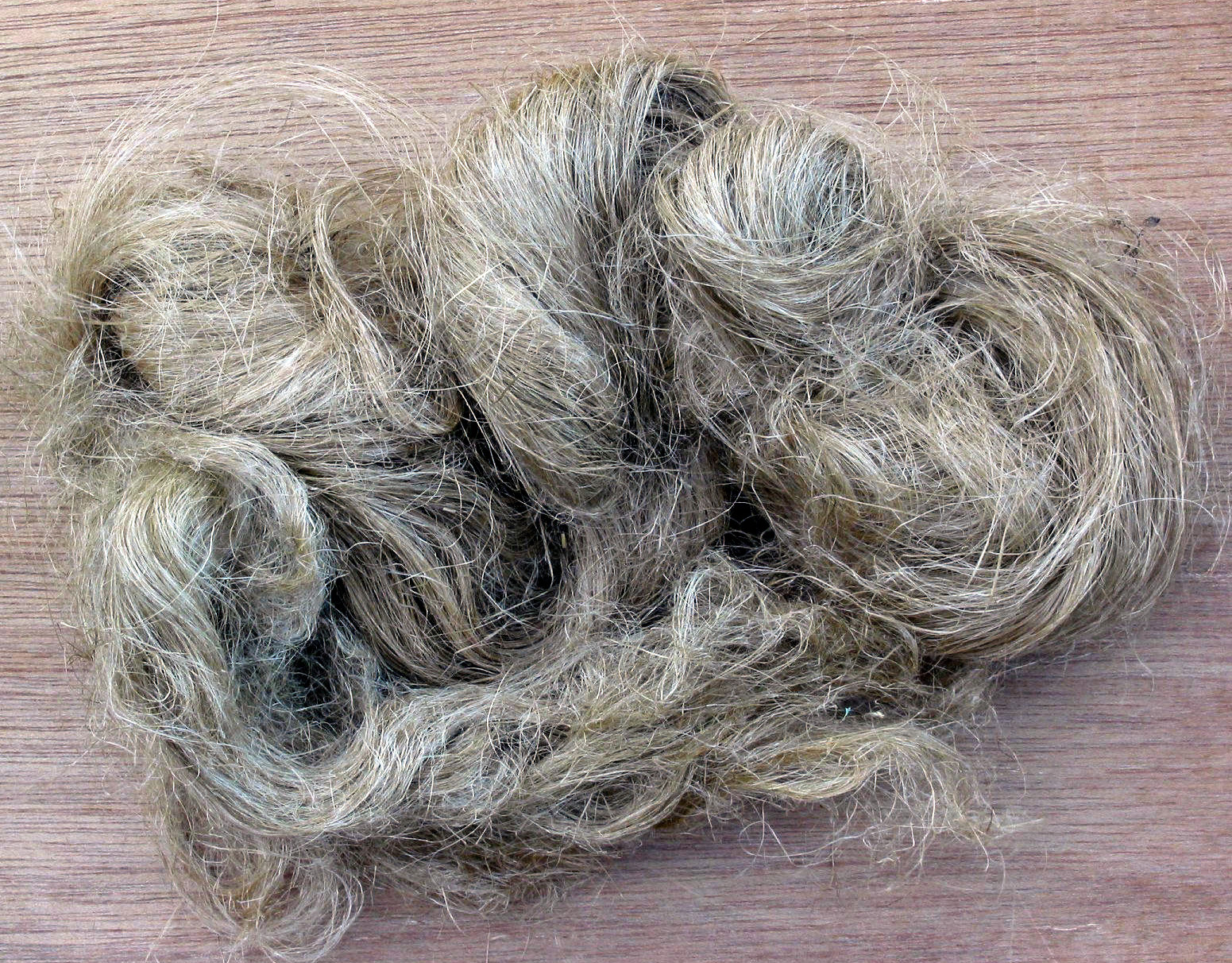
Hanffasern sind der Rohstoff für sehr widerstandsfähige Textilien.

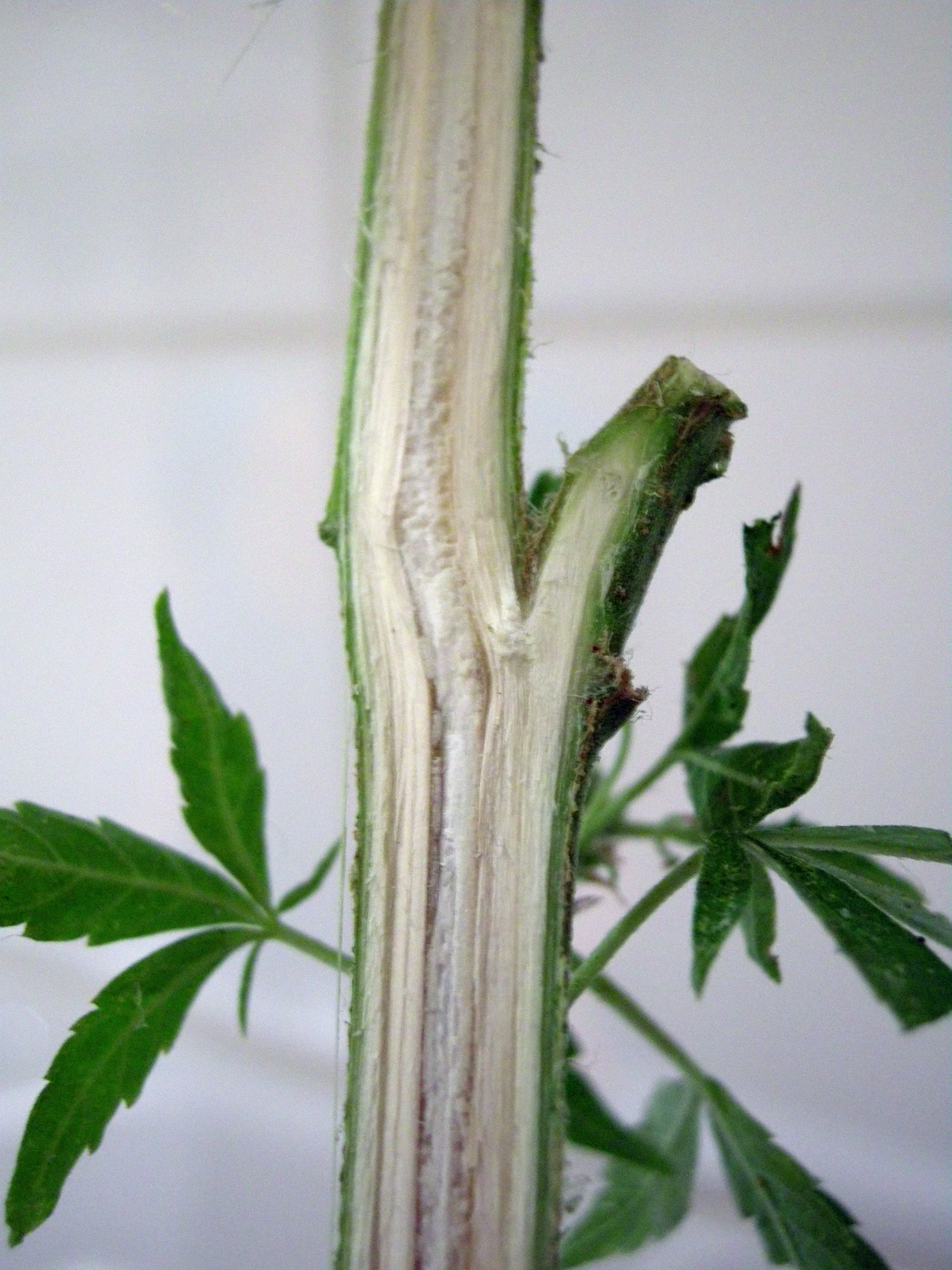
Längsschnitt durch einen Stamm

Als älteste Spuren einer Nutzung von wild gesammeltem Hanf zur Fasergewinnung gelten Fasern aus der Dzudzuana-Höhle in Georgien, deren Alter auf etwa 30.000 Jahre geschätzt wird. In der berühmten Fundstelle Dolní Věstonice in Südmähren wurden Abdrücke von genutzten Fasern entdeckt, die vermutlich etwa 26.000 Jahre alt sind. Der Ursprung des Anbaus von Nutzhanf als Kulturpflanze wird in China vermutet, nach archäologischen Funden und schriftlichen Quellen soll er etwa 5.000 bis 6.000 Jahre alt sein. Der Sage nach hat der Urkaiser Shennong den Anbau gelehrt. Die tatsächlich ältesten Nachweise von Kulturhanf in China gehen auf die Yangshao-Kultur zurück, wo in Linjia verkohlte Hanfsamen in einem Keramikgefäß ausgegraben wurden, deren Alter auf 5.500 bis 4.500 Jahre geschätzt wurde. In der Siedlung Banpo, die um 3600 v. Chr. aufgegeben wurde, wurden Gewebereste gefunden, deren Zuordnung zum Hanf aber nicht völlig gesichert ist. Als sicherer gelten Abdrücke von Hanfschnüren in Keramikgefäßen aus derselben Zeit. Weitere Funde von Geweberesten aus Hanffasern stammen etwa aus Tahojuang im Kreis Yongjing, Gansu (4.150 bis 3.780 Jahre alt) oder von einer Ausgrabung in der Küstenebene von Zhejiang (5.500 bis 4.200 Jahre alt). In einem der ältesten Werke der chinesischen Literatur, dem Xia Xiao Zheng („kleiner Kalender der Xia-Dynastie“), dessen Alter auf vielleicht 3.000 Jahre geschätzt wird, wird der Hanfanbau bereits erwähnt. Die Chinesen nutzten Hanffasern auch seit langer Zeit zur Papierherstellung, es war der erste dafür in größerem Stil verwendete Rohstoff.
Zahlreiche der Bücher, die in den Mogao-Grotten nahe Dunhuang entdeckt wurden und die auf das 9. Jahrhundert n. Chr. datiert werden, sind auf Hanfpapier geschrieben.
Von der Antike bis tief ins 20. Jahrhundert war Hanf ein anerkannter und unentbehrlicher Rohstoff zur Herstellung einer Vielzahl von Gegenständen, darunter Kleidung, Hanfseile, Taue und Takelagen für Schiffe, Verbandstoffe (Verbandmittel und Scharpien) und Papier.
In den Jahren nach 1985 kam es zu einem regelrechten Hanf-Boom, der den Anwendungen der Nutzpflanze immensen Vortrieb einbrachte. Im Zuge dieser Hanfwelle entstanden in aller Welt Strukturen, die sich für eine Normalisierung der gesetzlichen Lage oder schlicht für eine vollständige Legalisierung einsetzten. Das weltweit wachsende Engagement und der damit wachsende politische Druck führten dazu, dass man sich auf europäischer Ebene mit Hanfanbau beschäftigte und dass heute (2017) 52 Nutzhanf-Sorten in der EU zum Anbau erlaubt sind.
Hanf ist als nachwachsender Rohstoff wegen seiner problemlosen Zucht und vollständigen Nutzbarkeit beliebt. Es werden keinerlei Herbizide benötigt, weil die Pflanzen bereits nach wenigen Tagen den Boden vollständig beschatten, sodass kein Unkraut mehr Licht findet. Außerdem ist er äußerst schädlingsresistent und pflegeleicht. Hanf produziert mehr Biomasse als jede andere heimische Nutzpflanze. In der Wirtschaft ist Hanf äußerst vielseitig einsetzbar und wird wegen seiner hohen Haltbarkeit, Umweltverträglichkeit und niedrigen Energiebilanz geschätzt.

### Hanf als Arzneimittel

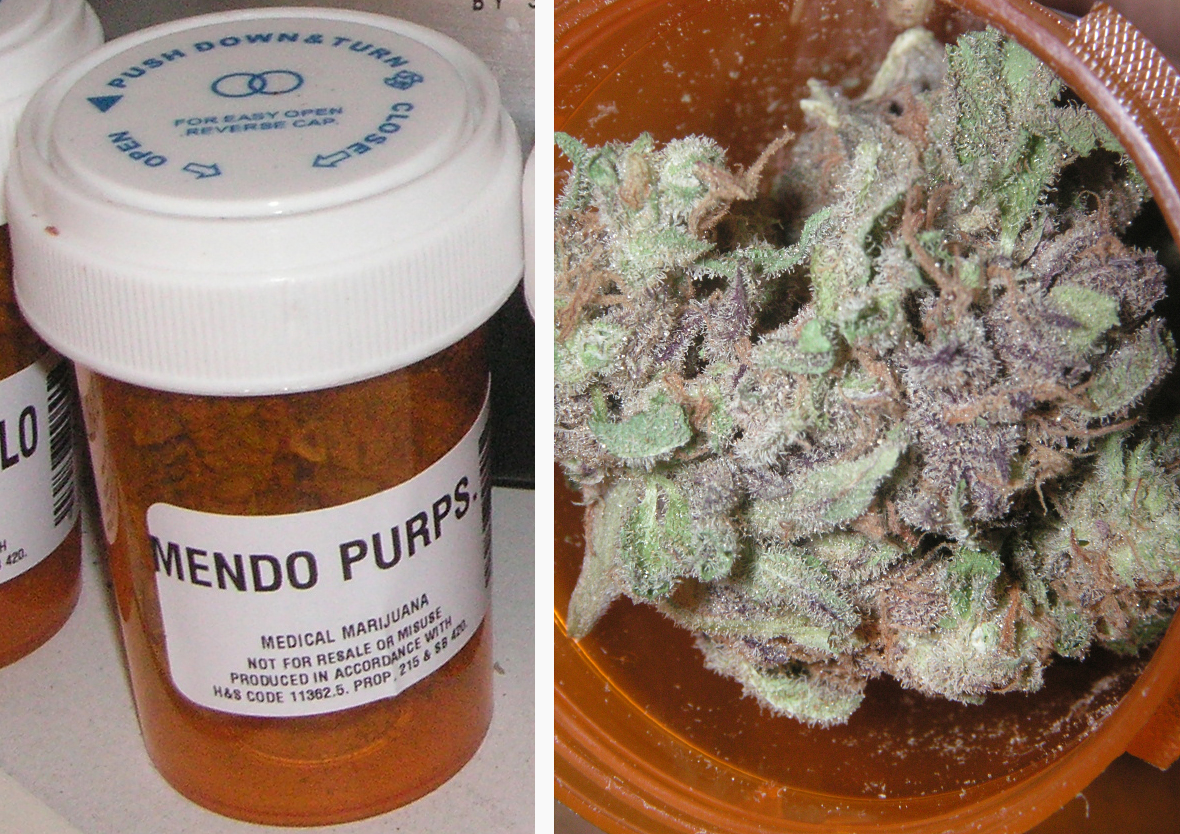
Medizinisches Cannabis aus den USA

Die pharmakologischen Wirkungen von Hanf sind erst in jüngster Zeit in den Fokus der medizinischen Forschung gerückt. Verantwortlich für die Wirkungen sind Inhaltsstoffe, die als Cannabinoide bezeichnet werden; allen voran Δ9Tetrahydrocannabinol (THC) und Cannabidiol (CBD). Dabei ist auch auf Nebenwirkungen und Wechselwirkungen mit anderen Medikamenten zu achten.
Studien weisen auf ein mögliches arzneiliches Potential von medizinischem Hanf bei gewissen Krebsformen. Die medizinische Anwendung von Cannabis und Cannabinoiden wird derzeit intensiv erforscht.
Die Verschreibungsfähigkeit von Hanfblüten und Hanfextrakten ist national unterschiedlich geregelt. Das Einheitsabkommen über die Betäubungsmittel der UN verlangt im Artikel 28 eine nationale Behörde, die die Verwendung reguliert und kontrolliert. Erstes europäisches Land, das eine solche Regelung traf, waren die Niederlande, wo seit 2001 medizinisches Cannabis Patienten verschrieben werden kann. Schon vorher war die Selbstversorgung über halblegale Coffeeshops geduldet worden, die einige Patienten weiterhin dem neuen verschriebenen medizinischen Cannabis vorzogen. In Deutschland ist Cannabis („Pflanzen und Pflanzenteile der zur Gattung Cannabis gehörenden Pflanzen“) seit dem 10. März 2017 ein verkehrs- und verschreibungsfähiges Arzneimittel, das theoretisch von jedem Arzt verschrieben werden kann, wenn dieser den Einsatz als sinnvoll erachtet. In Österreich sind Zubereitungen aus Cannabisextrakten gemäß § 14 Zif. 3 Suchtgiftverordnung verschreibbar. Inzwischen sind in den meisten anderen europäischen Ländern Cannabis-Präparate wie Nabiximols erlaubt, in den meisten auch andere Präparate wie Epidiolex (mit dem nicht psychoaktiven Cannabidiol als Wirkstoff). In vielen Ländern der Europäischen Union, zum Beispiel seit 2018 Portugal, Dänemark, Polen, Frankreich, Großbritannien, wurden nationale Programme für verschreibungspflichtiges medizinisches Cannabis aufgelegt; eine einheitliche Reglung in der EU existiert bisher aber nicht. 2019 folgte die Schweiz mit einer nationalen Regelung.  Außerhalb Europas existieren vergleichbare Regelungen so in Israel und in Australien schon seit 2016. Stand 2018, hatten aber nur vier Länder, Deutschland, Kanada, Israel und die Niederlande, Cannabis auch als Kraut (also als Pflanzliche Arzneidroge) für den medizinischen Gebrauch freigegeben. Kompliziert ist die Rechtslage in den USA, wo es je nach Bundesstaat viele abweichende Regelungen gibt.
Als Medizinalhanf kommen sowohl Cannabis sativa als auch Cannabis indica bzw. daraus resultierende Hybride zur Verwendung. Kulturhanf wird nur selten, in weitgehend naturbelassener (und nicht berauschender) Form, als Hanföl und ätherisches Hanföl eingesetzt. Häufiger dient er als Grundstoff zur Gewinnung zugelassener Arzneimittel wie beispielsweise Dronabinol, da Nutzhanf nur pharmakologisch unwirksame THC-Gehalte von unter 1 % aufweist.

### Hanf als Rauschmittel
Die getrockneten, meist zerkleinerten harzhaltigen Blüten und blütennahen, kleinen Blätter der weiblichen Pflanze werden Marihuana genannt (umgangssprachlich Gras oder Weed). Das extrahierte Harz wird auch zu Haschisch oder Haschischöl weiterverarbeitet. Hauptsächlich psychoaktiv ist das Cannabinoid THC. THC beeinflusst unter anderem das Zentralnervensystem des Menschen. Es ist vorrangig für relaxierende, sedierende und antiemetische Wirkungen verantwortlich.
Laut Weltdrogenbericht 2019 ist Cannabis mit 192 Millionen Nutzern die weltweit meistgebrauchte illegale Droge. Auch in Deutschland ist Cannabis die am häufigsten illegal konsumierte Droge. Seit dem 1. April 2024 ist der Besitz und Anbau jedoch durch das neue Cannabisgesetz (CanG) für Erwachsene in bestimmten Grenzen erlaubt. Damit ist auch eine Amnestie für Verurteilungen wegen Handlungen, die nach der neuen Regelung nicht mehr strafbar sind, verbunden. Marokko und Afghanistan waren 2017 die Hauptländer von für den Export bestimmten Cannabisprodukten.

## Anbau
Die Wurzeln des Hanfs können bei entsprechenden Bodenverhältnissen (auf Braunerde, deren Humushorizont jedoch durch einen feinerdereichen Horizont unterlagert ist) bis zu 140 cm in den Boden eindringen – das ist wesentlich tiefer als bei vergleichbaren Nutzpflanzen. Aus diesem Grund wurde Hanf früher häufig auf ausgelaugten, verhärteten Böden gepflanzt, um den Boden zu lockern und gegebenenfalls für den späteren Anbau anspruchsvollerer Pflanzen wie etwa Getreide vorzubereiten. Hanf wurde ebenfalls in versteppten Gebieten verwendet, um den Boden nicht nur zu lockern, sondern zugleich zu beschatten. Erst wenn der Boden gebessert war, wurden andere Nutzpflanzen gesät.

## Züchtung einhäusiger, THC-freier Sorten
Hanf ist eine zweihäusig getrenntgeschlechtige (diözische) Pflanze, das heißt, jede Pflanze ist entweder männlich oder weiblich. Die männliche Pflanze des Hanfs heißt „Femel“, sie ist früher erntereif und von niedrigerem Wuchs als die weibliche. Bei der Fasergewinnung bereitete dies erhebliche Erntearbeit, weil die Ernte zweimal nacheinander erfolgen musste. Bei der ersten Ernte, dem Femeln oder Fimmeln, wurden nur die männlichen Pflanzen entnommen. Die weiblichen Pflanzen blieben unbeschädigt und konnten wegen ihrer längeren Reifezeit in den zusätzlichen Raum einwachsen. Das Femeln erfolgte manuell, weil eine maschinelle Entnahme der männlichen Pflanzen nicht möglich war.
Deshalb züchtete man einhäusigen (monözischen) Hanf, mit dem Ziel des gleichzeitigen Abreifens aller Pflanzen. Allerdings sind alle einhäusigen Hanfsorten den zweihäusigen ertragsmäßig klar unterlegen.
Faserhanf darf innerhalb der EU einen THC-Gehalt von 0,3 % THC bis 1 % THC nicht überschreiten, sonst ist die Sorte für den Anbau unzulässig. In Deutschland gilt seit Februar 2023 die strenge Obergrenze von 0,3 % THC. Für die Agrarförderung ist die Listung der Sorte im „gemeinsamen Sortenkatalog für landwirtschaftliche Pflanzenarten“ Voraussetzung. Der THC-Gehalt wird zudem von der Bundesanstalt für Landwirtschaft und Ernährung laufend kontrolliert. Zur Rauscherzeugung sind aktuelle Faserhanfsorten deshalb ungeeignet.

## Gesundheitliche Risiken
Hanffasern und deren Stäube können, wie alle Cellulosefasern, aufgrund der glykosidischen Bindung der Art β1→4 nicht von Säugetieren abgebaut werden. Je nach Reinigungsprozess kommen zudem unterschiedliche Mengen an verbliebenen pflanzlichen und bakteriellen Antigenen aus dem Ausgangsmaterial vor. Es wird diskutiert, ob häufiges Einatmen der Stäube von Cellulosefasern zu einer Bioakkumulation in der Lunge führen kann, die sich dann eventuell in dem Krankheitsbild der Byssinose äußern könnte.

## Rechtslage

### Deutschland
Der Cannabiswirkstoff Tetrahydrocannabinol (Δ9-THC) unterlag bis zum 31. März 2024 der Anlage II des BtMG.
Seit Mai 2011 in Deutschland, mit der Verkündung der 25. Verordnung zur Änderung betäubungsmittelrechtlicher Vorschriften im Bundesgesetzblatt, ist Cannabis, sofern es für die Zubereitung von Arzneimitteln verwendet wird, verkehrsfähig und cannabishaltige Fertigarzneimittel verschreibungsfähig. Seit dem 10. März 2017 können Ärzte in Deutschland darüber hinaus ihren Patienten auch Cannabisblüten und Cannabisextrakte verschreiben. Die Krankenkassen übernehmen die Kosten unter Umständen. Apotheken können das verschreibungspflichtige medizinische Cannabis nur über ein Portal der Cannabisagentur bestellen und müssen dabei eine Vielzahl an arznei- und betäubungsmittelrechtlichen Vorgaben beachten.
Medizinisches Cannabis ist wie andere Betäubungsmittel nach § 15 BtMG gesondert aufzubewahren und gegen unbefugte Entnahme zu sichern. Dafür sind nach § 3 BtMG zertifizierte Schutzschränke zu verwenden. Zusätzlich ist zur Sicherstellung der Qualität empfohlen, das Medizinalcannabis in licht- und luftundurchlässigen Behältern aufzubewahren. Denn Schwankungen der Luftfeuchtigkeit, des Lichts und der Temperatur können sich langfristig negativ auf die Wirkstoffzusammensetzung sowie die Qualität von Medizinalcannabis auswirken.
Der Konsum von Betäubungsmitteln ist in Deutschland nicht verboten. Er gilt rechtlich als straffreie Selbstschädigung (vgl. Objektive Zurechnung). Es ist von Kommentatoren des Betäubungsmittelgesetzes wie von Richtern anerkannt, dass man Drogen konsumieren kann, ohne sie im gesetzlichen Sinne erworben zu haben. Das ist von praktischer Bedeutung, weil aus diesen Gründen aus einem positiven Drogentest nicht auf eine strafbare Handlung geschlossen werden kann. In der Regel kommt es aber zu einem Eintrag in die Führerscheindatei (Drogenkonsument: Fahren unter Einfluss psychoaktiver Substanzen). Dabei reicht bereits ein einziger Eintrag, der beim Test auch unterhalb des Grenzwertes liegen kann (BTM-Anzeige unter der Grenze, bez. THC-COOH-Wert), um eine Aufforderung zum Drogenscreening durch die Verwaltungsbehörde zu bekommen. Hierbei gilt die umgekehrte Beweislast. Der Führer eines Kfz muss auf seine Kosten beweisen, dass die gefundenen Abbauwerte nicht vom Konsum von Drogen herrühren.
Die Ampelkoalition, die sich nach der Bundestagswahl 2021 bildete, legte in ihrem am 24. November 2021 veröffentlichten Koalitionsvertrag fest, dass die kontrollierte Abgabe von Haschisch und Marihuana an Erwachsene zu Genusszwecken in lizenzierten Geschäften legalisiert werden soll. Ende November 2023 wurde berichtet, dass die Fraktionen der Regierungsparteien sich auf diverse Änderungen gegenüber dem ursprünglichen Gesetzentwurf geeinigt haben: So dürfen im Privatraum bis zu 50 Gramm Cannabis besessen werden, während es im öffentlichen Raum bei 25 Gramm Cannabis bleibt. Die Strafbarkeit soll dabei im privaten Raum erst ab 60 Gramm greifen, im öffentlichen Raum ab 30 Gramm – darunter gilt der Besitz als Ordnungswidrigkeit. Bei den Konsumverboten in der Nähe von Schulen und ähnlichen Einrichtungen wird der Abstand auf 100 Meter reduziert. Eine Abgabe in lizenzierten Geschäften, wie zunächst geplant, beinhaltet der Gesetzentwurf nicht. Der Gesetzentwurf wurde am 23. Februar 2024 vom Bundestag mehrheitlich angenommen. Der Bundesrat billigte am 22. März 2024 das Gesetz, indem er nicht den Vermittlungsausschuss anrief. Das Gesetz wurde am 27. März 2024 verkündet und ist am 1. April 2024 in Kraft getreten.